# Licopene
Il licopene (da solanum lycopersicum o pomodoro) è un idrocarburo isomero aciclico del beta-carotene, contenente 11 doppi legami coniugati e 2 non coniugati, appartenente al gruppo dei carotenoidi. È un additivo alimentare usato come colorante e identificato dalla sigla E160d. È sintetizzato dalle piante e dai microrganismi.
In natura il licopene si trova in forma isomera trans, che è la forma termodinamicamente più stabile. Data la presenza dei doppi legami, il licopene va incontro a isomerizzazione trans-cis, che può essere indotta dalla luce, dal calore e dalle reazioni chimiche.

## Principali fonti di licopene
Il licopene si trova sia nelle piante sia nei funghi. Nelle piante il licopene è presente nel pomodoro, nell'anguria, nel pompelmo rosa, nell'albicocca, nel gac e nel guava rosa. Il contenuto di licopene nelle bacche di pomodoro dipende dalla varietà e dal grado di maturazione. Pomodori maturi possono contenere da 30 a oltre 70 mg di licopene per kg di prodotto fresco.

## Licopene nell’organismo umano
Il licopene è il carotenoide più presente nell’organismo umano, seguito dal beta-carotene, luteina e zeaxantina. L’organismo umano non è in grado di sintetizzarlo e pertanto può essere assunto solo tramite dieta. Oltre l'80% del licopene che si rinviene nel corpo umano deriva dal consumo di pomodoro o di prodotti da esso derivati (salse, sughi, concentrati, altri).
Nell'organismo umano il licopene è presente, sia nel plasma che nei tessuti (fegato, testicoli, ghiandole surrenali, prostata e cute), soprattutto in forma cis; in alcuni organi (prostata e testicoli) gli isomeri cis rappresentano oltre l'80% del licopene rinvenibile.
Per effetto della sua caratteristica lipofila, nel siero il licopene si ritrova concentrato nella frazione relativa alle lipoproteine a bassa densità (Low Density Lipoprotein, o LDL) e VLDL (Very Low Density Lipoprotein).
Per le sue proprietà chimiche e biologiche, il licopene è considerato un nutriente importante per il benessere e la salute umana; le sue proprietà possono essere rilevanti in un contesto di prevenzione di un gran numero di patologie  (malattie cardiovascolari, ipertensione, tumore alla prostata, osteoporosi, infertilità maschile, degenerazione maculare legata all’età -DMLE-  ed altre).

## Biodisponibilità e assorbimento
Il licopene proveniente dal consumo di pomodoro fresco o dal succo di pomodoro ha una bassa biodisponibilità; passate e concentrati di pomodoro sono invece caratterizzati da una alta biodisponibilità,  conseguenza diretta dei processi di lavorazione a cui è sottoposta la materia prima, che prevedono la triturazione dei tessuti e alcuni trattamenti termici che aumentano il rapporto cis/trans tra gli isomeri del licopene.
La biodisponibilità del licopene è influenzata da diversi fattori tra cui lo stato fisico (grado di cristallinità e dimensione dei cristalli di licopene), la conformazione isomerica (gli isomeri cis sono più biodisponibili dei trans), e la concomitante assunzione di lipidi vegetali nella dieta e di beta-carotene.
La biodisponibilità del licopene aumenta al diminuire delle dimensioni dei cristalli. Uno studio condotto da Richelle et al. ha dimostrato che una riduzione delle dimensioni dei cristalli di licopene naturale da 5 a 0,5 mm consente un aumento della biodisponibilità di circa il 25%.
Inoltre, la biodisponibilità del licopene è significativamente più elevata se assunto in presenza di beta-carotene e lipidi vegetali. I lipidi favoriscono la solubilizzazione del licopene durante la digestione, il suo assorbimento a livello della mucosa intestinale (disciolto nei chilomicroni) e il trasporto ai tessuti attraverso il circolo sanguigno.
Il licopene, in tutte le sue configurazioni, è insolubile in acqua, ma essendo un composto apolare si dissolve negli olii. Per questo motivo la dieta mediterranea, che prevede l'uso di pomodori cotti e olio d'oliva, oltre a essere una valida fonte di licopene, favorisce il suo assorbimento intestinale. Nello stomaco le forme trans del licopene possono essere trasformate in cis. Nel duodeno le gocciole lipidiche contenenti licopene, a contatto con gli acidi biliari, formano micelle che raggiungono il piccolo intestino.
Il passaggio dal lume intestinale alle cellule della mucosa intestinale sembra essere legato a un processo di diffusione passiva, anche se non è chiaro se il licopene sia trasportato da proteine specifiche o migri in gocciole lipidiche.
Il licopene viene poi incorporato nei chilomicroni e liberato nel sistema linfatico mesenterico che lo riversa poi nel torrente circolatorio.

## Metabolismo e proprietà biologiche del licopene
Il metabolismo in vivo del licopene è stato recentemente precisato da Mein JR et al. che hanno anche sottolineato l'importanza dei suoi metaboliti nel determinarne le numerose attività biologiche.
A differenza del beta-carotene, il licopene non viene convertito dall'organismo in vitamina A ed esso quindi dovrebbe esplicare le sue funzioni con meccanismi diversi da quest’ultima, anche se la somiglianza della struttura chimica dell'acido apo-10'-licopenoico, un suo metabolita, con l'acido aciclo-retinoico potrebbe far pensare all'esistenza di recettori comuni.

### Attività antiossidante del licopene
L'energia necessaria al funzionamento dell'organismo umano deriva dal metabolismo ossidativo dei macronutrienti introdotti con l'alimentazione; tuttavia quest'ultimo produce anche specie reattive (es. radicali liberi) dell'ossigeno (Reactive Oxygen Species), ROS e dell'azoto, RNS. Elevati livelli di specie reattive alterano la normale funzionalità cellulare interagendo direttamente con le macromolecole (proteine, lipidi, DNA nucleare e mitocondriale) che costituiscono le strutture cellulari, o indirettamente innescando un'ulteriore produzione e propagazione di un sempre maggior numero di molecole reattive: il risultato finale di questa cascata di reazioni è la disfunzione e/o la morte cellulare (condizione di stress ossidativo).
Per contenere o attenuare l'insulto ossidativo l’organismo umano ha sviluppato un sistema di difesa antiossidante rappresentato non solo da enzimi antiossidanti (superossido dismutasi, catalasi e glutatione perossidasi), ma anche da enzimi che regolano lo stato redox dell'ambiente cellulare (glucosio 6-fosfato deidrogenasi, glutatione reduttasi, tioredoxina reduttasi e gamma-glutamilcisteina sintetasi), da enzimi di riparazione del DNA, da proteine del sistema di degradazione del proteasoma, nonché da enzimi di fase II.
Queste difese proteggono la cellula dalla tossicità delle specie reattive, radicali liberi e non, attraverso una varietà di reazioni tra cui le principali sono rappresentate dalla conversione a specie meno reattive e meno tossiche mediante coniugazione con substrati endogeni che ne facilitano l'escrezione.
Quando la produzione di specie reattive supera ampiamente la possibilità di compenso della barriera antiossidante il danno ossidativo non può essere evitato. Sebbene il licopene espleti numerose attività utili alla salute umana, l'attività antiossidante viene ritenuta la più importante nella prevenzione delle patologie croniche.
In generale il licopene e i carotenoidi funzionano intercettando i ROS o gli RNS e inattivando queste molecole tramite un trasferimento di energia. Questa energia può essere dissipata sotto forma di calore nell'ambiente acquoso circostante o distruggere il carotenoide stesso. Per essere efficaci antiossidanti i carotenoidi devono essere presenti in concentrazione adeguata nella sede specifica dove vengono prodotti i ROS o gli RNS.
A causa dell'alto numero di dieni coniugati, il licopene è uno dei più potenti antiossidanti naturali. Tra i carotenoidi naturali, in vitro ha mostrato di possedere la più elevata capacità scavenger (letteralmente spazzino) nei confronti dei radicali liberi e di essere in grado di inattivare l’ossigeno singoletto con un'efficacia di 2 e 10 volte superiore rispetto al beta-carotene e all'alfa-tocoferolo.
Numerosi studi in vivo hanno evidenziato che i pomodori o i loro derivati riducono i danni al DNA, abbassano la suscettibilità allo stress ossidativo dei linfociti e diminuiscono l'ossidazione delle LDL o la perossidazione dei lipidi.
L'attività antiossidante in vivo del licopene è stata oggetto di un'ampia revisione da parte di Erdman, et al..

#### Transattivazione dei recettori nucleari
Recentemente è stato ipotizzato che il licopene possa controllare direttamente gli obiettivi molecolari redox-sensibili attraverso la regolazione l'espressione e l'attività di alcuni enzimi e modulando l'attivazione degli Antioxidant Response Elements (ARE), degli enzimi ROS producenti, delle GTPasi, delle Mitogen-Activated Protein Kinases (MAPK) e di alcuni fattori nucleari (NF-κB, AP-1, Nrf2).

### Fotoprotezione e cura della pelle
Le radiazioni UV penetrano nella pelle danneggiando le cellule e sono considerate le principali responsabili dell’invecchiamento cutaneo, o photo-aging. Uno dei meccanismi con cui le radiazioni UV accelerano i fenomeni di invecchiamento cutaneo è dovuto alla formazione di radicali liberi dell’ossigeno (ROS) estremamente reattivi che inducono reazioni di ossidazione nelle molecole biologiche in grado di causare mutazioni genetiche, alterazioni nella risposta immunitaria, eventi infiammatori ed apoptosi. I processi di foto-ossidazione inducono eritemi, invecchiamento prematuro ed insorgenza di tumori della pelle. Dati di letteratura hanno evidenziato che nutrienti dotati di attività antiossidante, tra cui i carotenoidi (licopene e beta-carotene) hanno un importante effetto di protezione sulla pelle, prevenendo attraverso vari meccanismi la formazione dei ROS. Studi su colture cellulari ed animali hanno dimostrato che il licopene previene il danno foto-ossidativo: nei fibroblasti umani esposti a radiazioni UV, la formazione di malondialdeide (un marker biologico della perossidazione lipidica), è ridotta significativamente in presenza di licopene ed altri carotenoidi.
L’assunzione di nutrienti di qualità, licopene e/o altri antiossidanti, può influenzare positivamente numerose caratteristiche strutturali e fisiologiche della pelle quali densità, spessore, rugosità, consistenza, levigatezza, colore, idratazione, etc.
Lo studio di Heinrich, et al. dimostra che la somministrazione sistemica di una miscela di antiossidanti a base di licopene influenza significativamente i parametri strutturali della pelle, tra cui la densità (spessore), che risulta incrementata del 7% dopo 12 settimane di trattamento.
Recentemente è stata evidenziata la correlazione tra alti livelli di licopene nel plasma e bassi livelli di rugosità della pelle.

### Induzione degli Enzimi di Fase II
Oltre che sui farmaci, gli enzimi della fase I e II del metabolismo agiscono nei confronti di diversi composti, quali le sostanze ambientali, gli inquinanti, i carcinogeni, le sostanze alimentari e i prodotti endogeni.
Gli enzimi della fase I, come il citocromo P450, catalizzano l'aggiunta di ossigeno ai carcinogeni e aumentano pertanto la loro reattività e gli addotti del DNA (bio attivazione). In generale, gli enzimi della fase II aumentano l'idrofilicità dei carcinogeni e potenziano la loro detossificazione ed escrezione.
Negli ultimi anni si sono accumulate evidenze che indicano che gli effetti benefici del licopene siano in parte dovuti all'induzione degli enzimi detossificanti della fase II.
In particolare è stato dimostrato che la supplementazione della dieta con licopene aumenta significativamente l'attivazione di enzimi come la glutatione reduttasi, la glutatione S-transferasi e la chinone reduttasi.

### Inibizione della Proliferazione Cellulare
Gli effetti inibitori del licopene sulla crescita cellulare sono stati dimostrati per la prima volta da Levy et al.. Successivamente quest'ultimi sono stati confermati su parecchie linee cellulari neoplastiche e non. Recentemente è stato evidenziato che la supplementazione con licopene riduce in vivo le metastasi di tumori sperimentali e che questo effetto è riconducibile all'azione sulla proliferazione cellulare, sull'invasione tumorale e sull'angiogenesi.
Esistono dati che indicano che parte dell'azione inibitoria sulla crescita cellulare esercitata dal licopene sembra ascrivibile all'induzione dell'apoptosi, tuttavia in vivo l'azione chemoprotettiva del licopene e dei suoi metaboliti nei confronti dei tumori è influenzata da numerosi fattori ambientali (es. entità dello stress ossidativo indotto dal fumo di sigaretta o dal consumo di alcool) che possono interferire anche negativamente: ciò rende necessari ulteriori studi che consentano di stabilire quali siano i dosaggi ottimali di questo carotenoide per un'efficace prevenzione dei tumori.

### Gap Junction
Le giunzioni comunicanti (o gap junctions) sono canali presenti tra cellula e cellula che consentono lo scambio di nutrienti, di prodotti di degradazione e di informazioni. Ciascuna gap junction è formata da dodici strutture proteiche dette connessine (sei per ogni elemento cellulare) di cui quella maggiormente espressa è la Cx43. Le gap junction sono implicate nel controllo della crescita cellulare attraverso risposte adattative (differenziazione, proliferazione e apoptosi).
Esistono evidenze che indicano che la perdita della dell'espressione della Cx43 rappresenta un segno di carcinogenesi. Studi sperimentali hanno dimostrato che il licopene aumenta l'espressione della Cx43 in alcune linee cellulari di carcinoma mammario umano.
Gli studi condotti in vivo sul licopene sono stati eseguiti utilizzando pomodori o loro derivati. Quest'ultimi, oltre al licopene, contengono numerosi altri micronutrienti e fitochimici, compresi altri carotenoidi, polifenoli, vitamina C e vitamina E che possono potenziarne l'attività biologica.
Questa osservazione ha rappresentato il presupposto per sviluppare a livello industriale un metodo produttivo del licopene che consente sia di mantenere intatte le sue prerogative naturali sia di conservare quel milieu biochimico utile per i suoi effetti sulla salute (licopene biologico).

### Induzione di apoptosi
Anche se i dati disponibili in letteratura sono modesti, esistono studi in vivo che indicano che il licopene induce apoptosi nelle cellule neoplastiche.

### Fattori di crescita
Gli Insulin Growth Factors (IGFs) sono mitogeni che svolgono un importante ruolo nella proliferazione, nella differenziazione e nell'apoptosi cellulare. Alterazioni del normale funzionamento di questi fattori di crescita sono state implicate nello sviluppo di diversi tumori.
Inizialmente è stato osservato che il licopene modificherebbe l'asse IGF-1, tuttavia una revisione della letteratura non ha evidenziato dati univoci. Pertanto questa possibile attività merita ulteriori approfondimenti.

### Anti-angiogenesi
L’inibizione dell'angiogenesi è oggi una strategia terapeutica nella prevenzione e nella cura di parecchie patologie umane. L’attenzione dei ricercatori si è rivolta in modo particolare all'angiogenesi in corso di neoplasie, ma la neovascolarizzazione rappresenta un'importante tappa anche nello sviluppo di altre gravi patologie.
Per prevenire e contrastare l'angiogenesi è necessario identificare molecole angiostatiche che siano dotate di scarsa o nulla tossicità e con via di somministrazione che sia la più semplice possibile.
Studi molto recenti hanno dimostrato che il licopene, oltre a essere un potente antiossidante, possiede anche una spiccata attività anti-angiogenica. Sahin et al., utilizzando cellule endoteliali umane, hanno infatti evidenziato che il licopene riduce in vitro, in modo dose-dipendente, la loro proliferazione, la loro migrazione e la formazione di neocapillari.
L'inibizione dell'angiogenesi è stata confermata da altri studi in cui è stato osservato che questo effetto è la conseguenza di differenti meccanismi.
È stato sottolineato che il licopene esercita il suo effetto anti-angiogenico a concentrazioni che possono essere raggiunte anche in vivo, ma, a causa della variabilità degli individui e del contenuto di licopene dei pomodori, non è ancora possibile indicare la quantità di questi ortaggi necessaria al raggiungimento dello scopo.
L'angiogenesi patologica è un preoccupante evento che si realizza in diverse patologie oculari, prima tra tutte la DMLE (degenerazione maculare legata all’età), che è la principale causa di grave riduzione della vista. È da tempo noto tuttavia che i livelli di licopene sono più bassi nei pazienti con DMLE e solo da poco è stato osservato che esiste una correlazione inversa tra livelli plasmatici di carotenoidi e presenza di questa grave malattia oculare e che ciò è particolarmente rilevante per il licopene che è risultato essere il solo carotenoide in grado di proteggere significativamente sia nei confronti della forma iniziale, sia ancor di più nei confronti della forma essudativa.

### Attività biologica dei metaboliti del licopene
Studi preliminari indicano che i metaboliti del licopene (licopenoidi) sono biologicamente attivi e che perciò possono ridurre il rischio di malattie croniche.

## Produzione di licopene
Il licopene viene utilizzato come colorante per uso alimentare (E 160 D LICOPENE), come materia prima per la preparazione di integratori alimentari e per altre applicazioni cosmetiche e farmaceutiche.
Il licopene in commercio può essere prodotto per sintesi chimica da materie prime sintetiche (licopene sintetico) o estratto dai vegetali (funghi e piante), che lo producono naturalmente per biosintesi, secondo due diverse tecnologie: con solventi chimici sintetici (licopene naturale) o senza solventi chimici sintetici (licopene biologico).

### Licopene Sintetico

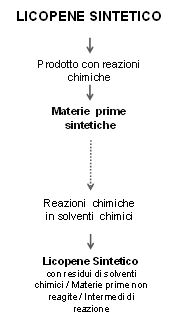
Processo di produzione del licopene sintetico

Il licopene sintetico viene prodotto a partire da materie prime sintetiche disciolte in solventi chimici organici. Il processo comunemente utilizzato (processo di Witting) è lungo e complesso e prevede, nelle fasi finali, la condensazione di due prodotti intermedi (il fosfonmetanosolfonato e la C10-dialdeide), disciolti in toluene in presenza di sodio metilossido, a formare cristalli di licopene grezzo che vengono successivamente purificati tramite filtrazione e ricristallizzazione.
Il licopene sintetico ottenuto si presenta come polvere cristallina rossa con cristalli di grandi dimensioni e forma regolare. Nel prodotto di finale il licopene è molto concentrato (≥ 96% in peso), principalmente in forma trans, si degrada con facilità e presenta bassa biodisponibilità. Oltre al licopene possono essere presenti piccole quantità di altri carotenoidi.
Il licopene sintetico può contenere residui dei solventi organici utilizzati durante il processo produttivo ed altre impurità tossiche (es. materie prime non reagite, intermedi di reazione e/o prodotti secondari).

### Licopene naturale
Il licopene naturale viene prodotto naturalmente per biosintesi nei vegetali (funghi e piante), da cui viene estratto con solventi chimici sintetici e poi separato per cristallizzazione. Il licopene ottenuto è in forma cristallina.
Il licopene naturale da pomodoro (Solanum lycopersicum) viene estratto da bacche di pomodoro prive di qualunque vincolo; si possono usare varietà di pomodoro geneticamente modificate, OGM e trattate con pesticidi (insetticidi, erbicidi, fungicidi)  mediante l'uso di solventi chimici sintetici (acetato di etile, acetone, esano, altri). Il prodotto finito, oltre al licopene, contiene piccole quantità di altri carotenoidi e di altri costituenti presenti nel pomodoro (Vitamina E, lipidi, altri); inoltre possono essere presenti residui dei solventi chimici di processo ed eventualmente di pesticidi, se presenti nel pomodoro fresco iniziale. Il prodotto si presenta come fluido viscoso di colore rosso scuro.

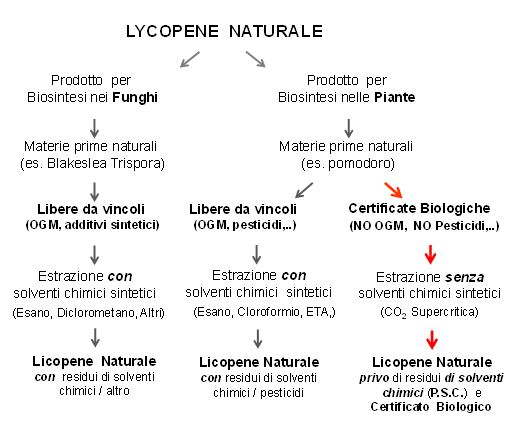
Differenza tra il processo di produzione del licopene naturale e il biologico

Il licopene naturale da funghi  (Blakeslea trispora) viene estratto da biomasse con solventi chimici organici (acetato di isobutile, isopropanolo) e purificato per cristallizzazione e filtrazione.  Il prodotto finito è costituito da licopene (licopene totale ≥ 95%, di cui oltre il 90% è costituito da licopene trans). Oltre al licopene possono essere presenti piccole quantità di altri carotenoidi e residui di solventi chimici di processo. Nei preparati commerciali può essere presente anche il diclorometano. Il prodotto si presenta come polvere cristallina rossa.

### Licopene biologico
Il licopene biologico si ottiene da bacche di pomodoro certificate biologiche (pomodoro biologico) mediante una tecnologia innovativa che fa uso di anidride carbonica in condizioni supercritiche al posto dei tradizionali solventi chimici sintetici, tossici e nocivi.
L’estrazione del licopene biologico con CO2 supercritica si effettua dal pomodoro in polvere, preparato da bacche di pomodoro mature coltivate con metodi biologici che escludono l'uso di varietà geneticamente modificate (OGM) e l’utilizzo di prodotti chimici di sintesi (concimi, antiparassitari, pesticidi), secondo quanto stabilito dai regolamenti CEE CE 834/07 e CE 889108.
Per queste ragioni l'estratto ottenuto risulta naturale al 100% e completamente privo di residui di solventi organici e/o di altre sostanze chimiche sintetiche, tossico-nocive (pesticidi). Come il licopene naturale, anche quello biologico contiene altri carotenoidi e molecole bioattive presenti naturalmente nel pomodoro che concorrono sinergicamente agli effetti benefici del licopene per la salute umana e ne aumentano stabilità e bio-disponibilità. Il licopene biologico si presenta come un fluido viscoso di colore rosso scuro, in cui il licopene è presente solo parzialmente in forma cristallina, però con cristalli di dimensioni molto ridotte (micro-cristalli).

## Fonti alimentari
La maggiore fonte dietetica di licopene è rappresentata dal pomodoro (Solanum lycopersicum), da cui prende anche il nome, e dai suoi derivati in cui rappresenta il 60% del contenuto totale in carotenoidi. Il contenuto in licopene è influenzato dal livello di maturazione del pomodoro, infatti è stato calcolato che in pomodori rossi e maturi sono presenti 50 mg/kg di licopene, mentre la concentrazione scende a 5 mg/kg nelle varietà gialle. Altre fonti naturali di licopene sono meloni, guava e pompelmi rosa. La concentrazione di licopene nel siero umano è strettamente correlata all'assunzione prolungata di queste materie prime. Inoltre la biodisponibilità del composto sembra essere più elevata nei prodotti trattati termicamente (ad esempio salse di pomodoro) rispetto ai prodotti crudi. È particolarmente elevato in una specie di pomodori denominati "pomodori siccagni di Corleone". Questa particolare varietà è caratterizzata dal fatto che viene coltivata in ambiente arido per cui la concentrazione di licopene può arrivare fino a 75 mg/kg.
Il licopene è il carotenoide predominante nel plasma umano, in cui le concentrazioni variano da 0,22 a 1,06 nmol/mL. La concentrazione media di licopene nel plasma varia ampiamente nelle diverse popolazioni, riflettendo il consumo di pomodoro e suoi derivati. La distribuzione nei tessuti corporei non è uniforme ma correlata alla presenza di lipidi: il licopene è più abbondante nel tessuto adiposo, nei testicoli, nel liquido seminale, nelle ghiandole surrenali, nel fegato, nella prostata e nella mammella.
Essendo il licopene una sostanza lipofila, il suo assorbimento è correlato alla presenza di grassi nella dieta. La cottura dei cibi può aumentarne la biodisponibilità grazie alla dissociazione dei complessi proteici in cui è incorporato o per la dispersione degli aggregati cristallini di carotenoidi. Nell'intestino, in presenza degli acidi biliari, il licopene è solubilizzato, incorporato in micelle e assorbito dalla mucosa per trasporto passivo. La molecola intatta può essere incorporata in chilomicroni e trasportata all'interno del sistema linfatico. Sembra che non esistano proteine di trasporto specifiche per questo composto, ma che venga trasportato dalle lipoproteine, in particolare quelle a bassa densità (LDL).
Nonostante non possieda attività di precursore della vitamina A, esso appare eccezionalmente antiossidante, in virtù della sua struttura achilica, del numero di doppi legami coniugati e della sua elevata idrofobicità.

## Proprietà biologiche
In generale i carotenoidi sono efficaci antiossidanti, grazie alla loro efficacia come scavenger (letteralmente spazzini) di radicali liberi. Tra i carotenoidi il licopene sembra essere il più efficiente oxygen quencher, grazie alla presenza di due ulteriori doppi legami rispetto alla struttura degli altri carotenoidi.
Il licopene, come altri carotenoidi, ha attività di prevenzione dei tumori.

 Le prime ricerche in questo senso sono state stimolate da studi epidemiologici che hanno evidenziato una relazione tra consumo di frutta e vegetali in generale e diminuzione del rischio di certi tipi di cancro. Diversi studi pubblicati attribuiscono al licopene la capacità di ridurre il rischio di cancro alla prostata nell'uomo, e studi sperimentali su topi suggeriscono che abbia la capacità di sopprimere la crescita di cellule tumorali mammarie. L'azione anticancro del licopene è stata investigata anche a livello gastroenterico,. endometriale e cutaneo.
Uno studio del gennaio 2011 condotto presso il Dipartimento di Urologia dell'Università della California-San Francisco, mostra che rispetto al placebo, 3 mesi di intervento con licopene o olio di pesce (omega 3) non ha alterato significativamente l'IGF-1 e COX-2 che sono l'espressione genica del microambiente normale della prostata negli uomini con carcinoma della prostata a basso peso. Tuttavia un'ulteriore analisi con periodi di trattamento più prolungati dei profili di espressione genica globale può mettere in luce la bioattività e la rilevanza di queste sostanze nel cancro della prostata, specialmente a livello di sorveglianza attiva dell'organismo.

### Farmacocinetica
| Distribuzione tissutale del licopene | Distribuzione tissutale del licopene |
| Tessuti                              | nmol/g                               |
| ------------------------------------ | ------------------------------------ |
| Fegato                               | 1,28–5,72                            |
| Rene                                 | 0,15–0,62                            |
| Surrenali                            | 1,9–21,6                             |
| Testicoli                            | 4,34–21,4                            |
| Ovaio                                | 0,25–0,28                            |
| Tessuto adiposo                      | 0,2–1,3                              |
| Polmone                              | 0,22–0,57                            |
| Colon                                | 0,31                                 |
| Mammella                             | 0,78                                 |
| Pelle                                | 0,42                                 |

Dopo l'ingestione il licopene è incorporato in micelle lipidiche nell'intestino tenue; le micelle sono formate da grassi alimentari e da acidi biliari, questi aiutano a solubilizzare la coda idrofobica del licopene facilitando l'assorbimento sulle cellule della mucosa intestinale con un meccanismo di trasporto passivo. Poco si sa circa il metabolismo epatico del licopene, ma come gli altri carotenoidi, il licopene è incorporato in chilomicroni e viene rilasciato nel sistema linfatico. Nel plasma, il licopene è trasportato dalle lipoproteine a densità molto bassa (VLDL) e da quelle a densità bassa (LDL). Il licopene è presente a maggiori concentrazioni nel tessuto adiposo, nelle surrenali, nel fegato e nel testicolo.